# Шугар-Сіті (Колорадо)
Шугар-Сіті (англ. Sugar City) — місто (англ. town) в США, в окрузі Кроулі штату Колорадо. Населення — 259 осіб (2020).

## Географія
Шугар-Сіті розташований за координатами 38°13′58″ пн. ш. 103°39′48″ зх. д. / 38.23278° пн. ш. 103.66333° зх. д. (38.232773, -103.663312).  За даними Бюро перепису населення США в 2010 році місто мало площу 1,00 км², уся площа — суходіл.

## Демографія
Згідно з переписом 2010 року, у місті мешкало 258 осіб у 116 домогосподарствах у складі 69 родин. Густота населення становила 259 осіб/км².  Було 151 помешкання (151/км²).
Расовий склад населення:
| - 89,5 % — білих - 2,7 % — корінних американців - 0,4 % — чорних або афроамериканців - 0,4 % — азіатів - 1,9 % — осіб інших рас |

До двох чи більше рас належало 5,0 %. Частка іспаномовних становила 16,3 % від усіх жителів.
За віковим діапазоном населення розподілялося таким чином: 19,0 % — особи молодші 18 років, 60,1 % — особи у віці 18—64 років, 20,9 % — особи у віці 65 років та старші. Медіана віку мешканця становила 50,0 року. На 100 осіб жіночої статі у місті припадало 94,0 чоловіків;  на 100 жінок у віці від 18 років та старших — 90,0 чоловіків також старших 18 років.
Середній дохід на одне домашнє господарство  становив 41 171 долар США (медіана — 32 500), а середній дохід на одну сім'ю — 49 223 долари (медіана — 42 083). За межею бідності перебувало 19,8 % осіб, у тому числі 7,5 % дітей у віці до 18 років та 12,5 % осіб у віці 65 років та старших.
Цивільне працевлаштоване населення становило 199 осіб. Основні галузі зайнятості: освіта, охорона здоров'я та соціальна допомога — 39,7 %, мистецтво, розваги та відпочинок — 18,1 %, публічна адміністрація — 12,6 %, роздрібна торгівля — 10,1 %.